# エルウッド・ブラウン
エルウッド・スタンリー・ブラウン （Elwood Stanley Brown, 1883年4月9日 - 1924年3月24日）は、アメリカ合衆国のバスケットボール指導者。極東選手権競技大会の生みの親。
1883年4月9日、アイオワ州チェロキー郡にて生まれた。1905年～1906年にかけてイリノイ大学のバスケットボールチームの監督になった。監督しての成績は、6勝8敗（ビッグ・テン・カンファレンスに限ると3勝6敗）。
エルウッド・ブラウンは、フィリピンの（当時はアメリカ合衆国植民地のフィリピン群島政府）の体育連盟会長として、極東選手権競技大会と第一次世界大戦連合国間競技大会の開催・発展に努めたのが彼の功績とされる。アメリカのYMCAからフィリピン（マニラ）に体育指導者として派遣されていた彼は、1910年にフィリピンにバレーボールとバスケットボールを伝える事にも貢献した 。
フィリピンにおけるボーイスカウト運動のパイオニアとしても活動した。
1924年3月24日に合併症による心臓発作のため、40歳で死去した。